# Benjamin Baillaud
Édouard Benjamin Baillaud, född 14 februari 1848 i Chalon-sur-Saône, död 8 juli 1934 i Paris, var en fransk astronom.
Baillaud var från 1869 lärare vid flera läroverk i Paris och därjämte från 1874 assistent vid observatoriet i samma stad. Han blev 1878 professor och direktor för observatoriet i Toulouse samt 1908 direktor för observatoriet i Paris. Hans arbeten berör huvudsakligen teorin för planeternas och kometernas rörelser samt andra ämnen inom den teoretiska astronomin. Han utgav även en Cours d'astronomie (två band, 1893–1896). Han blev ledamot av svenska Vetenskapsakademien 1919

## Utmärkelser
Tilldelades Bruce-medaljen 1923.
Asteroiden 11764 Benbaillaud är uppkallad efter honom.